# Ven conmigo
Ven Conmigo es el segundo álbum de estudio de Selena. Producido por EMI Latin, este incluye una variedad musical de rancheras, cumbias, baladas, pop, y Freestyle (Enamorada de Ti) la nueva versión. A.B. Quintanilla, el productor, bajista y hermano de Selena, recurrió a la participación de David Lee Garza, un jugador acordeón pista para el título, "Ven Conmigo". En este álbum, Selena regraba las canciones "La Tracelera" y "Aunque no salga El Sol", que pertenecían al LP The New Girl in Town lanzado en 1985 con su agrupación familiar. La canción "Baila Esta Cumbia" se convirtió en un éxito en toda América y, posteriormente, en México. La portada del álbum fue fotografiada en blanco y negro porque Selena se había teñido el pelo de color negro azabache la noche anterior y obtuvo algunos restos de tinte en su cara. Ven Conmigo fue el primer álbum de oro para el grupo. Una versión remasterizada se publicó en 2002.

## Listado de canciones
| N.º | Título                   | Escritor(es)                      | Duración |  |
| 1.  | «Ya ves»                 | A.B. Quintanilla • Pete Astudillo | 3:13     |  |
| 2.  | «Aunque No Salga El Sol» | Johnny Herrera                    | 3:24     |  |
| 3.  | «Ven Conmigo»            | Quintanilla III • Astudillo       | 2:26     |  |
| 4.  | «Yo Te Amo»              | Quintanilla III • Astudillo       | 3:39     |  |
| 5.  | «Enamorada De Ti»        | Quintanilla III • Astudillo       | 4:05     |  |
| 6.  | «La Tracalera»           | Johnny Herrera                    | 2:50     |  |
| 7.  | «Baila Esta Cumbia»      | Quintanilla III • Astudillo       | 2:57     |  |
| 8.  | «Yo Me Voy»              | Juan Gabriel                      | 3:28     |  |
| 9.  | «No Quiero Saber»        | Quintanilla III • Astudillo       | 2:54     |  |
| 10. | «Después de Enero»       | Johnny Herrera                    | 2:57     |  |

## Sencillos
- «Baila Esta Cumbia»
- «No Quiero Saber»
- «Ya Ves»

## Personal
- Selena - Voz
- A.B. Quintanilla - Vocals, Bass
- Roger García, Gilbert Velásquez-Guitarra
- David Lee Garza-Acordeón
- Ricky Vela, Joe Ojeda - Teclados
- Tony Garza - Bajo
- Suzette Quintanilla - Batería
- Pete Astudillo - Voz de fondo

## Certificaciones
| País           | Organismo Certificador | Certificación | Ventas certificadas | Ref.  |
| -------------- | ---------------------- | ------------- | ------------------- | ----- |
| Estados Unidos | RIAA (Latin)           | 4× Platino    | 240 000             | [ 1 ] |